# Watsa (genus)
Watsa is een geslacht van wantsen uit de familie van de Reduviidae (Roofwantsen). Het geslacht werd voor het eerst wetenschappelijk beschreven door Henri Schouteden in 1931.

## Soorten
Het genus bevat de volgende soorten:

- Watsa camerunensis Villiers, 1955
- Watsa delpierrei Schouteden, 1931
- Watsa descoingsi Villiers, 1966
- Watsa ferruginea Villiers, 1963
- Watsa lobata Schouteden, 1931
- Watsa lootensi Villiers, 1966
- Watsa schmitzi Villiers, 1966
- Watsa schoutedeni Villiers, 1966
- Watsa vittata Miller, 1955